# Raba Wyżna
Raba Wyżna ist ein Dorf im Powiat Nowotarski der Woiwodschaft Kleinpolen in Polen. Es ist Sitz der gleichnamigen Landgemeinde mit etwa 14.600 Einwohnern.
Der Ort befindet sich etwa 55 Kilometer südlich von Krakau und zählt 4116 Einwohner. Durch das Dorf fließt die Raba.

## Geschichte
Eine der ersten Nennungen des Dorfes stammt aus Steuerregistern (polnisch rejestry poborowe) des Königreichs Polen von 1581.
In den Jahren 1846–1847 litt das Dorf in Folge von Missernten an einer Hungersnot. Mangelernährung und damit verbundene Krankheiten führten dazu, dass ein Drittel der Bevölkerung starb. Die mangelnde Versorgung mit Nahrung und eine unzureichende hygienische Infrastruktur führten im 19. Jahrhundert immer wieder zu Ausbrüchen von Dysenterie, Typhus und Cholera.
Im September 1899 wurde die Eisenbahnstrecke zwischen Chabówka und Zakopane eröffnet. 
1902 wurde in Raba Wyżna das Głowiński-Palais im Sezessionsstil erbaut. Das Gebäude ist heute in einem renovierungsbedürftigen Zustand.
1906 wurde die heute noch aktive Genossenschaftsbank Raba Wyżna gegründet.
Am 2. September 1939 wurden in Folge einer militärischen Auseinandersetzung 40 Häuser niedergebrannt. Mehr als 10 Zivilisten verloren ihr Leben. Viele Einwohner verließen daraufhin das Dorf.
1941 konfiszierte die deutsche Militäradministration die Kirchenglocken. Ab 1943 wurde das Palais von den Besatzern genutzt.
1945 verstaatlichten die neuen kommunistischen Machthaber das Palais und alle anhängigen Güter.
1946 wurden erste Maßnahmen ergriffen, um das zerstörte Dorf wiederaufzubauen.
1957 wurde das Gebäude der Gemeindeverwaltung errichtet.
1961 öffnete das lokale Warenhaus (wiejski dom towarowy) und 1965 wurde das neue Schulgebäude errichtet.
1985 wurde das Głowiński-Palais unter Denkmalschutz gestellt.
2000 wurde ein Rehabilitations- und Pflegezentrum eröffnet.
2004 eröffnete Lech Wałęsa die neue Straßenverbindung von Raba Wyżna nach Harkabuz.
Seit 2004 wird der Ortskern saniert und optisch aufgewertet. Die Gemeindeverwaltung wurde renoviert und knüpft in der Formensprache an die galizische Tradition des Ortes an.
Ebenfalls seit 2004 ermöglichen Fördermittel der Europäischen Union die Umsetzung verschiedener Infrastrukturprojekte wie Verkehrsinfrastruktur, Bürgersteige, Kanalisation.

## Gemeinde
Zur Landgemeinde (gmina wiejska) Raba Wyżna gehören acht Dörfer mit Schulzenämtern:

## Sehenswürdigkeiten
Die Kirche St. Stanislaus in Raba Wyżna wurde 1665 errichtet und zwischen 1841 und 1843 ausgebaut. Bemerkenswert sind die Deckenmalereien von Piotr Niziński (Schüler von Jan Matejko) aus dem Jahre 1901.

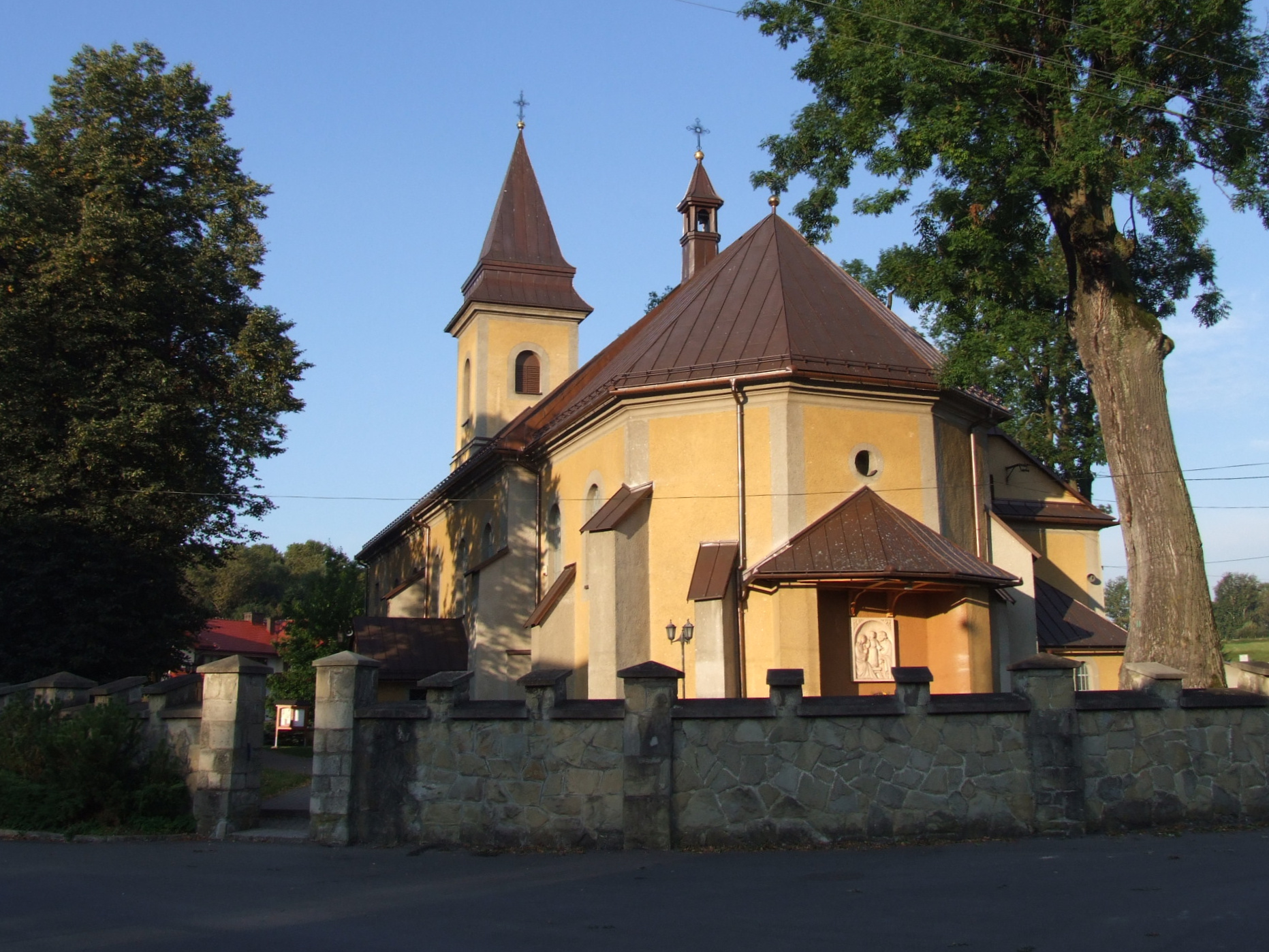
Kirche St. Stanislaus
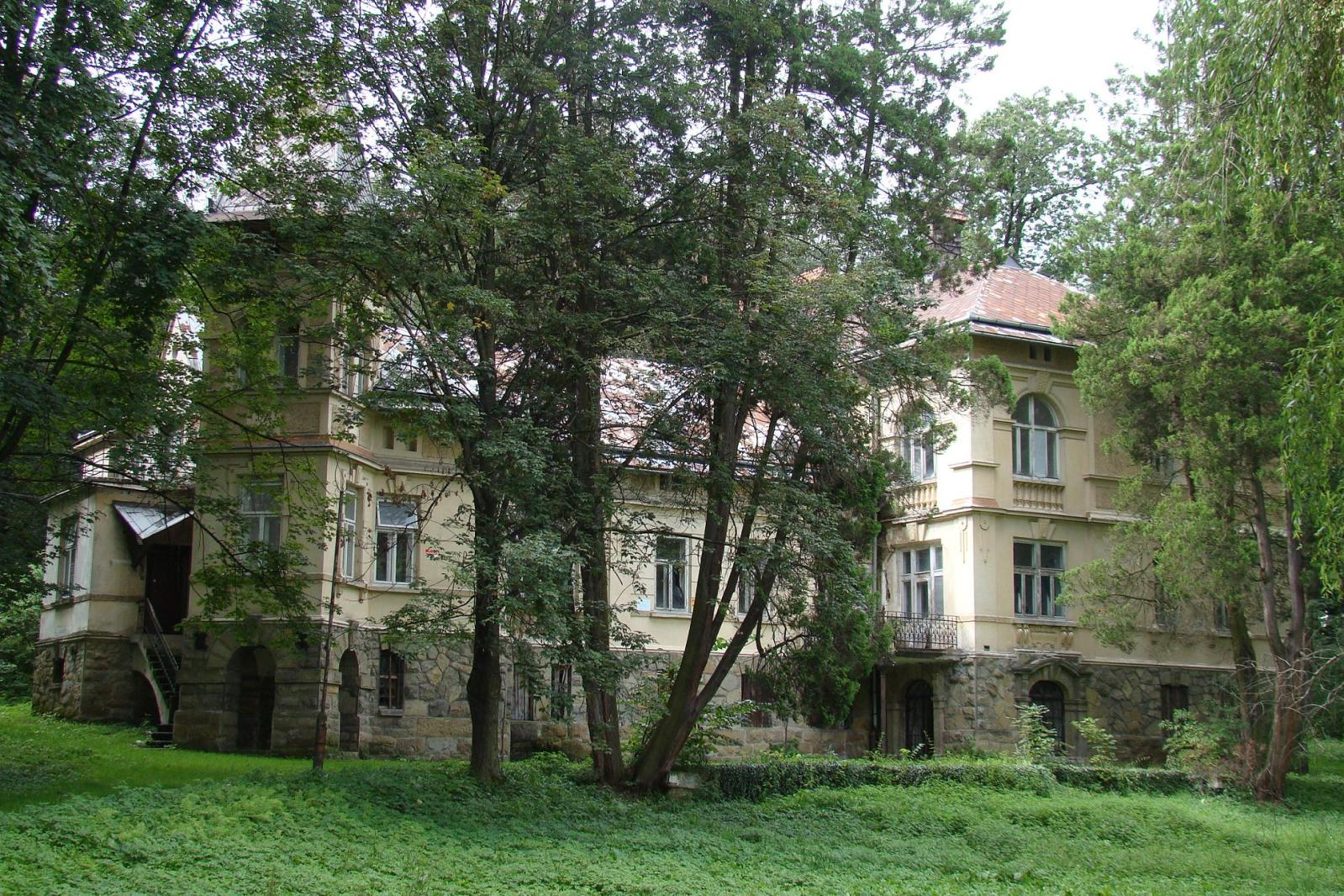
Głowiński-Palais
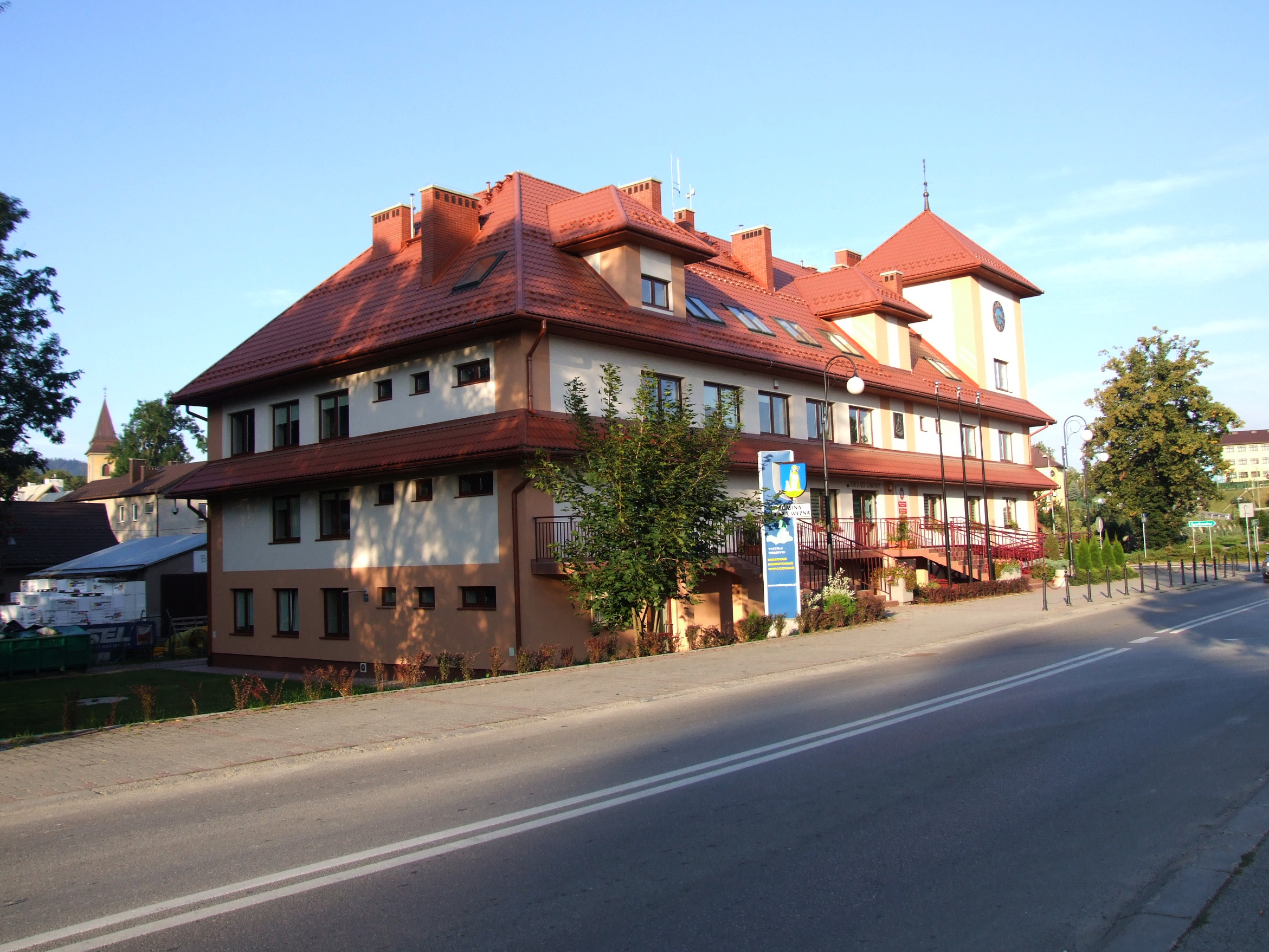
Gemeindeverwaltung in Raba Wyżna

## Sport
Das Dorf verfügt über einen Fußballplatz sowie verschiedene Sportanlagen im Ortskern. Die Schule besitzt eine Turnhalle. Die gesamte Sportinfrastruktur ist in den letzten Jahren neu erbaut oder umfassend renoviert worden.

Der Fußballverein LKS „Orkan“ Raba Wyżna wurde 1946 gegründet und ist der größte Sportverein in Raba Wyżna.

## Persönlichkeiten
Im Ort sind die Volksdichterin Wanda Czubernatowa und der Bildhauer Dawid Wędziarz tätig.

- Stanisław Dziwisz (* 1939), Kardinal, 2005–2016 Erzbischof von Krakau und ehemaliger Privatsekretär Papst Johannes Pauls II.